# Lathyrus tingitanus
El chícharo de flor (Lathyrus tingitanus L.) es una planta de la familia de las fabáceas.

## Descripción
Hierba anual. Tallos de hasta 1,8 m, alargados. Hojas co 2 foliolos y un zarcillo; foliolos elípticos con nervios principales paralelos. Inflorescencias con 2 (-4) flores. Cáliz de (6) 7,5-9,5 (11) mm. Corola púrpurea. Legumbre de (65) 80-110 mm, oblonga o elíptica.

## Distribución y hábitat
Mediterráneo Occidental. Herbazales y claros de matorral. Florece y fructifica en primavera y verano.